# NGC 7144
إن جي سي 7144 (بالألمانية: NGC 7144) التي يرمز لها بالرمز NGC 7144، هي مجرة، في كوكبة الكركي.

## الاكتشاف
اكتشفت في 30 سبتمبر 1834، بواسطة جون هيرشل.